# Кузнечиковые
Кузне́чиковые (лат. Tettigonioidea) — надсемейство прямокрылых насекомых подотряда длинноусых с единственным современным одноимённым семейством. Более 6800 видов на всех континентах (кроме Антарктиды).

## Строение
Голова с обособленной вершиной темени, часто сжатой с боков, иногда конусообразной. Лапки четырёхчлениковые. Переднеспинка с плоским или выпуклым верхом и плоскими опущенными вниз боковыми лопастями. Надкрылья самца часто с органом стрекотания. Жилкование с резко обособленной RS, в области органа стрекотания сильно изменено. Часто надкрылья и крылья утрачивают летательные функции, но сохраняют, нередко усиленный, орган стрекотания. Яйцеклад самки имеется, за очень редким исключением, длинный, сжатый с боков.

## Размножение

### Оплодотворение
При спаривании самец подвешивает к концу брюшка самки сперматофор. Сперматофор состоит из флакона (основной части) и сперматофилакса (дополнительной части). Флакон покрыт оболочкой, имеет узкую шейку и две укрепляющие лопасти. Внутренняя полость флакона, в которой содержатся сперматозоиды, разделена перегородкой на две части. Сперматофилакс представляет собой липкую массу.
Самец вводит в половое отверстие самки шейку флакона, при этом сам флакон и сперматофилакс остаются снаружи. После спаривания самка обычно медленно поедает сперматофилакс, при этом сперма постепенно перетекает из флакона в яйцевод, после чего самка поедает и флакон. Подвешенный к брюшку самки сперматофор с утяжеляющим его сперматофилаксом затрудняет движение самки и мешает откладке яиц и повторному спариванию. При этом поедание должно быть медленным, иначе сперма не успеет перетечь из флакона в яйцевод.

### Откладка яиц
Большинство хищных и всеядных видов откладывают яйца в землю, погружая в неё яйцеклад. Яйца откладываются поодиночке или же небольшими кучками по 5—10 шт., скреплёнными застывающими выделениями придаточных половых желез. У растительноядных видов яйца чаще всего откладываются на поверхность или внутрь наземной части растения.
- Самка четырёхточечного пластинокрыла откладывает яйца в паренхиму листа. Она садится верхом на край листа, сжимая его с боков передними и средними ногами, затем слегка надгрызает его край и сильно подгибает брюшко. Придерживая челюстями основание яйцеклада, самка вводит его створки в паренхиму в месте надреза. Яйцеклад погружается почти полностью и яйцо откладывается на самое дно образовавшегося в ткани кармашка.
- Обыкновенный пластинохвост откладывает яйца в щели старой древесины столбов и заборов, а другой вид этого рода — в трещины коры деревьев и кустарников.
- Шиповатый пластинокрыл откладывает яйцо за влагалище листа злаковых.
- Короткокрылый мечник использует для откладки яиц стебли тростника или ситника с хорошо развитой сердцевиной.

### Цикл развития
Личинки вылупляются весной, за весь жизненный цикл линяют от 4 до 6 раз. После первой линьки появляются зачатки крыльев в виде оттянутых вниз и назад задних нижних углов среднеспинки и заднеспинки. После третьей линьки зачатки крыльев располагаются на спине, принимают треугольную форму и на них появляются продольные жилки. После последней линьки происходит окрыление.
Как правило, личинки и нимфы кузнечиковых отличаются от имаго только размерами и отсутствием нормально развитых крыльев. Но есть виды, личинки которых сильно отличаются по внешнему виду от взрослых. Наиболее сильные отличия наблюдаются при трансформативной мимикрии, то есть когда личинка имеет признаки мимикрии, отсутствующие у имаго.
- У суданского кузнечика (Eurycorypha fallax) личинки имитируют муравьев, с которыми живут на листьях и цветах кустарников. При этом, хотя тело личинки толще тела муравья, на нём по светлому зелёному фону брюшка выведен тёмный рисунок, воспроизводящий узкую «талию», и вздутое брюшко, типичные для муравьёв.
- У малайского кузнечика (Leptoderes ornatipennis) личинки младших возрастов сходны с жуком-скакуном (Collyris tuberculata) металлически синей окраской и красными бёдрами. Характер прыжков у жуков и имитирующих их личинок также очень сходен.

## Стрекотание и слух
Звуковой аппарат располагается на надкрыльях. На правом надкрылье расположено «зеркальце» в виде округлой тонкой прозрачной перепонки, окружённой толстой стридуляционной жилкой, образующей рамку. На левом надкрылье зеркальце непрозрачное, матовое и довольно плотное. Окружающая его стридуляционная жилка толстая с зубчиками. Эта жилка выполняет роль смычка, а «зеркальце» служит резонатором при стрекотании.
При стрекотании кузнечик приподнимает и раздвигает надкрылья, а затем приводит их в вибрирующее движение из стороны в сторону, в результате чего зубчики «смычка» трутся о рамку «зеркальца» правого надкрылья.
Каждый вид кузнечиков имеет специфичный набор издаваемых звуков. В большинстве случаев звуковым аппаратом обладают только самцы, однако есть виды, у которых стрекочут и самки. А у кузнечиков из подсемейства Meconematinae звуковой аппарат отсутствует у обоих полов, поэтому самцы издают лишь слабый стук задними ногами.
Слуховой аппарат находится на голенях передних ног и имеет овальные перепонки, расположенные по обеим сторонам голени и выполняющие функцию барабанных перепонок. Чаще перепонки открыты, у некоторых видов снабжены крышечками, закрывающими перепонки почти полностью. Внутренняя часть слухового аппарата имеет сложную структуру, состоящую из окончаний нервов, чувствительных клеток, мышц и двух ветвей трахей, из которых каждая подходит к своей барабанной перепонке. Благодаря давлению воздуха в трахеях перепонки всегда натянуты.

## Среда обитания и маскировка
Биотопы кузнечиков фантастически разнообразны — от тропических джунглей и пустынь до тундр и высокогорных альпийских лугов. В отличие от других длинноусых прямокрылых, кузнечики обитают открыто на растениях, а не используют норы в почве или дереве.

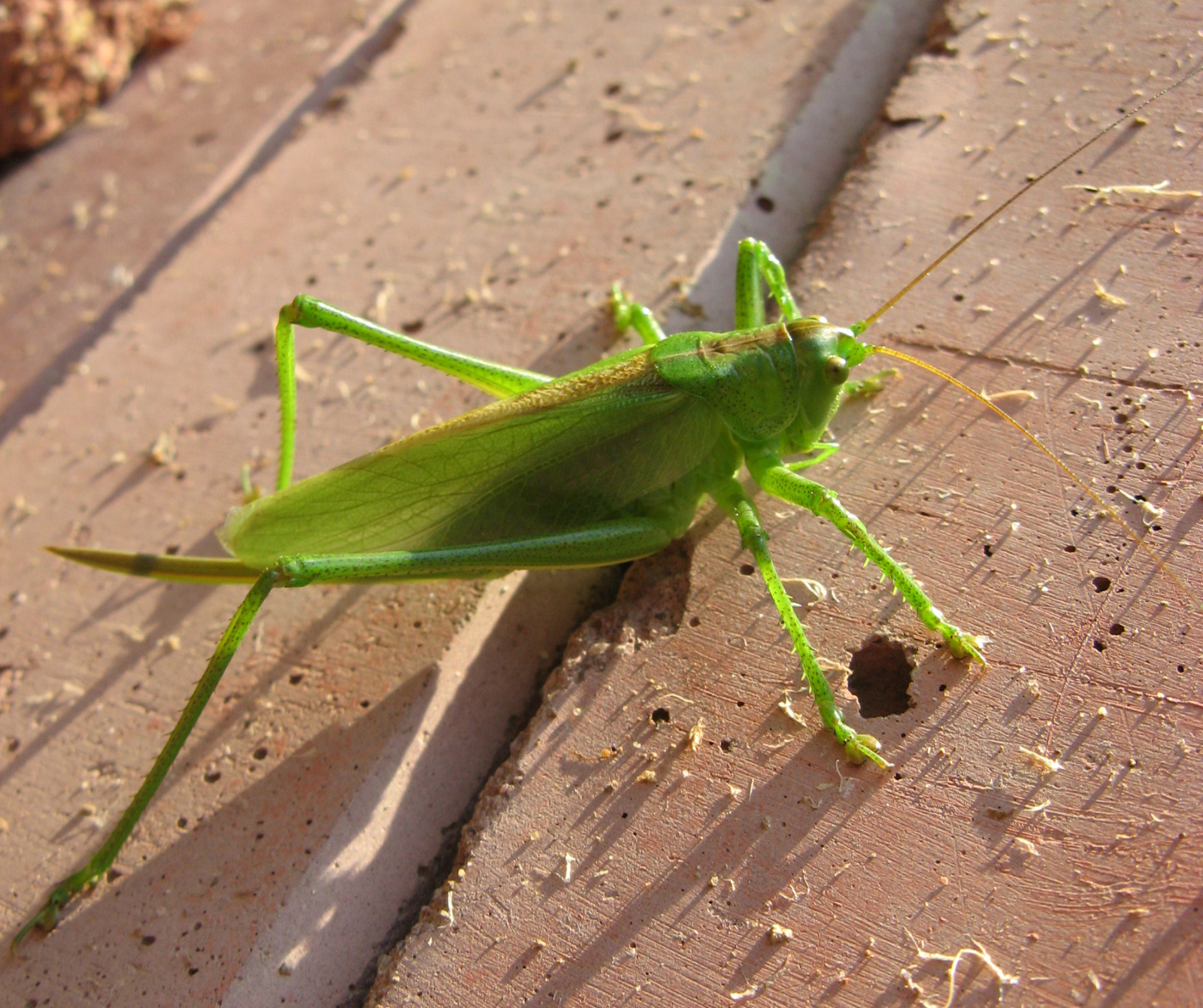
Певчий кузнечик (Tettigonia cantans)

Очень часто кузнечики имеют внешний вид и окраску, сходную с внешним видом и окраской листьев или других частей растений, на которых живут. Живущий на Малайском архипелаге кузнечик Elimaea poaefolia имеет сильно удлинённое тело, схожее со стеблем растения, на котором он сидит.
Маскировка достигается благодаря сильному расширению надкрылий, а также их специфическому жилкованию. В зависимости от окраски они имитируют или здоровые, или отмирающие и мёртвые листья.
На листоподобных крыльях Cycloptera elegans имеются бурые пятна, напоминающие повреждения листьев паразитическими грибами. У видов Tanusia пятнистость надкрылий имитирует начало разложения листа, а неровные края создают впечатление, что лист объеден или обломан. Так же сильно повреждёнными кажутся листоподобные крылья у Акридоксены (Acridoxena hewaniana).
Некоторые индо-малайские кузнечики, живущие на деревьях, имитируют лишайники. Так, например, Яванская Сатрофилия (Satrophyllia femorata), сидя неподвижно с вытянутыми вперёд усиками и передними ногами на ветке дерева, совершенно сливается с общим фоном покрывающих эту ветку лишайников.

## Питание
Вопреки распространённому мнению, подавляющее большинство кузнечиков всеядны со склонностью к хищничеству. Фактически, по многим признакам кузнечики сходны с богомолами: такие же охотники-маскировщики, так же схватывают добычу зазубренными передними ногами. Но часть видов питается только растениями. Несколько видов отмечены как сельскохозяйственные вредители. Обычно, из-за низкой, по сравнению с саранчой и кобылками, плотности популяции, вред от них незначителен, но некоторые виды в определённые годы способны формировать различные фазы, подобно саранче, и тогда ущерб от них становится ощутимее.

## Таксономия
В семействе кузнечиковых выделяют следующие подсемейства:
- Acridoxeninae — Акридоксеновые
- Agraeciinae
- Austrosaginae
- Bradyporinae — Шароголовые кузнечики
- Conocephalinae — Конусоголовы
- Copiphorinae
- Decticinae
- Hetrodinae
- Lipotactinae
- Listroscelidinae
- Meconematinae — Узелкоусы
- Mecopodinae
- Microtettigoniinae
- Phaneropterinae — Пластинокрылы
- Phasmodinae
- Phyllophorinae
- Pseudophyllinae
- Saginae — Дыбки
- Tettigoniinae — Настоящие кузнечики
- Tympanophorinae
- Zaprochilinae